# Jessica McDonald
Jessica Marie McDonald (* 28. Februar 1988 in Phoenix, Arizona) ist eine US-amerikanische Fußballspielerin, die seit der Saison 2017 bei den North Carolina Courage unter Vertrag steht. Sie gehörte zum Kader der Nationalmannschaft, die 2019 den WM-Titel gewann.

## Karriere

### Vereine

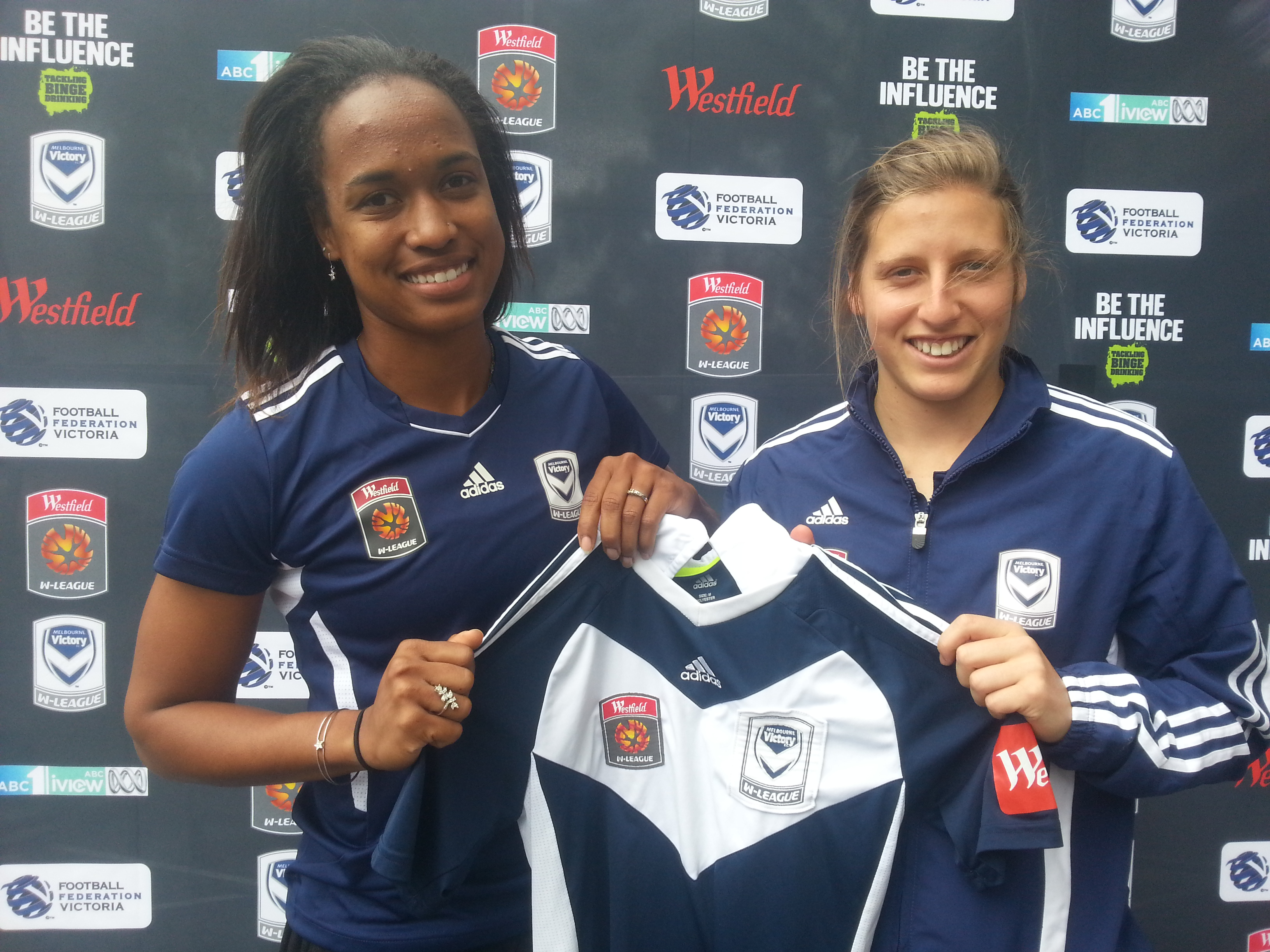
McDonald (links) neben Rebekah Stott (2012)

McDonald begann ihre professionelle Fußballerlaufbahn in der Saison 2010 bei der WPS-Franchise der Chicago Red Stars, für die sie jedoch, auch verletzungsbedingt, lediglich zu fünf Einsätzen kam. In der Saison 2012/13 lief sie für den australischen W-League-Teilnehmer Melbourne Victory auf und erzielte dort sieben Treffer in 13 Spielen. Sie erreichte mit der Mannschaft das Grand Final, verlor dieses aber mit 1:3 gegen Sydney FC.
McDonald wurde Anfang 2013 als sogenannter Free Agent von der neugegründeten NWSL-Franchise der Chicago Red Stars verpflichtet. Ihr Ligadebüt gab sie am 14. April 2013 gegen den Seattle Reign FC als Einwechselspielerin zur Halbzeitpause. Ende Juni desselben Jahres löste Chicago McDonalds Vertrag auf, diese schloss sich in der Folge dem Ligakonkurrenten aus Seattle an und erzielte dort in ihren ersten drei Einsätzen umgehend drei Tore.
Zur Saison 2014 wechselte sie zum Ligakonkurrenten Portland Thorns FC. Im August 2014 wechselte sie zum Aufsteiger Herforder SV in die deutsche Frauen-Bundesliga. Aufgrund von Problemen mit ihrer Spielberechtigung kam sie dort bis zur Winterpause nur zu fünf Bundesligaspielen, in denen sie jedoch drei Tore schoss. Im April 2015 kehrte sie in die Vereinigten Staaten zurück und unterschrieb bei den Houston Dash, ehe sie bereits ein Jahr später zur Franchise der Western New York Flash weiterzog. Mit den Flash gewann McDonald in der Saison 2016 die NWSL-Meisterschaft.  Im Finale gegen Washington Spirit das im Elfmeterschießen entschieden wurde, gehörte sie zu den insgesamt fünf Fehlschützinnen, da aber nur noch eine Mitspielerin verschoss, gewann ihre Mannschaft.
Ab der folgenden Saison trat ihre Mannschaft als North Carolina Courage an. Nach der regulären Saison belegte die Mannschaft zwar den ersten Platz der Tabelle, verlor dann aber im Finale mit 0:1 gegen den Portland Thorns FC. 2018 konnte dann wieder der Titel gewonnen werden, wobei eine 3:0-Revanche für die Finalniederlage des Vorjahrs gelang und sie als „Spielerin des Spiels“ die beiden letzten Tore erzielte. Am 30. Juli 2018 gewann sie mit ihrer Mannschaft den erstmals ausgespielten Women’s International Champions Cup durch ein 1:0 im Finale gegen Olympique Lyon. Beim 2:1-Sieg im Halbfinale gegen Paris Saint-Germain hatte sie das erste Tor erzielt.

### Nationalmannschaft
McDonald  durchlief die Juniorinnenmannschaften der USA. Mit der U-20-Mannschaft nahm sie an den Panamerikanischen Spielen 2007 in Rio de Janeiro teil, bei denen sie die Silbermedaille gewann. Im Finale verloren sie mit 0:5 gegen die Brasilianische Fußballnationalmannschaft der Frauen. Im Jahr 2009 stand McDonald im Kader der U-23-Auswahl der Vereinigten Staaten. Bei ihrem A-Länderspieldebüt am 10. November 2016  war sie bereits 28 Jahre alt. Beim 8:1 im Freundschaftsspiel gegen Rumänien wurde sie zur zweiten Halbzeit beim Stand von 5:1 eingewechselt. Ihr erstes Länderspieltor erzielte sie am 8. November 2018 in ihrem zweiten Länderspiel und ersten Startelfeinsatz zum 1:0-Sieg gegen Portugal in Lissabon, dem 500. Sieg nach Zählung des US-Verbandes. Auch im letzten Spiel des Jahres kam sie gegen Schottland noch zu einem kurzen Einsatz. In den ersten sieben Spielen des WM-Jahres brachte sie es auf vier weitere Einsätze und 68 Spielminuten. Am 1. Mai 2019 wurde sie als Feldspielerin mit den wenigsten Länderspielen für die WM 2019 nominiert. Bei der WM hatte sie nur einen 45-minütigen Einsatz im zweiten Gruppenspiel gegen Chile, als die meisten Stammspielerinnen nicht eingesetzt wurden, und sie zur zweiten Halbzeit für Julie Ertz eingewechselt wurde.

## Erfolge
- Silbermedaille bei den Panamerikanischen Spielen 2007
- NWSL-Meisterschaft 2016 (mit Western New York Flash) und 2018 (mit North Carolina Courage)
- Gewinn des Women’s International Champions Cup 2018
- Gewinn der Fußball-Weltmeisterschaft der Frauen 2019 (1 Einsatz)

## Auszeichnungen
- 2016: Wahl in die NWSL Best XI

## Privates
McDonalds älterer Bruder Brandon McDonald (* 1986) ist ebenfalls professioneller Fußballspieler.